# Сельское поселение Успенское (Одинцовский район)
Се́льское поселе́ние Успе́нское — упразднённое муниципальное образование (сельское поселение) в составе Одинцовского района Московской области.

## История
Образовано в 2005 году, включило 14 населённых пунктов позже упразднённых Успенского и Аксиньинского сельских округов.
Административный центр — село Успенское.
Население — 11 963 чел. (2019).
Глава сельского поселения и председатель Совета депутатов — Горяев Владимир Владимирович.

## Границы
Границы муниципального образования определяются законом Московской области «О статусе и границах Одинцовского муниципального района и вновь образованных в его составе муниципальных образований», в соответствии с которым сельское поселение Успенское граничит с:
- сельским поселением Горское (на востоке)
- сельским поселением Назарьевское (на юге)
- сельским поселением Захаровское (на юго-западе)
- городским округом Звенигород (на северо-западе)
- Ершовским сельским поселением (на северо-западе)
- Красногорским районом Московской области (на севере)
- районом Кунцево города Москвы (площадка Конезавод, ВТБ)

Площадь территории сельского поселения — 6380 га.

## История
Муниципальное образование сельское поселение Успенское в существующих границах было образовано на основании закона Московской области «О статусе и границах Одинцовского муниципального района и вновь образованных в его составе муниципальных образований». В его состав вошли 14 населённых пунктов, 12 из бывшего Успенского и 2 из Аксиньинского сельских округов.
В 2010 году Московская областная дума приняла постановление о переименовании посёлка ДСК «РАНИС» в посёлок Николина Гора.
1 июля 2012 года в рамках проекта расширения Москвы часть территории поселения площадью 14,21 км² была передана Москве, вместе с другой частью от поселения Ершовское образовав отдельную площадку Конезавод, ВТБ района Кунцево Западного административного округа. В результате территория поселения распалась на две несвязанные части.
5 февраля 2019 года упразднено вместе со всеми другими поселениями Одинцовского муниципального района в связи с их объединением с городским округом Звенигорода в Одинцовский городской округ.

## Население
| 2006    | 2007    | 2008    | 2009    | 2010    | 2011    |
| ------- | ------- | ------- | ------- | ------- | ------- |
| 9824    | ↘9672   | ↗9769   | ↗10 092 | ↗11 906 | ↗11 949 |
| 2012    | 2013    | 2014    | 2015    | 2016    | 2017    |
| →11 949 | ↘11 898 | ↗12 009 | ↗12 126 | ↗12 218 | ↗12 472 |
| 2018    | 2019    |         |         |         |         |
| ↘12 306 | ↘11 963 |         |         |         |         |

## Состав сельского поселения
В состав сельского поселения входят 14 населённых пунктов (6 посёлков, 3 села, 5 деревень):
| Вид населённого пункта | Наименование          | Население, (2010) | ОКАТО          | Бывшая территориальная единица |
| ---------------------- | --------------------- | ----------------- | -------------- | ------------------------------ |
| деревня                | Борки                 | 343               | 46 241 861 002 | Успенский сельский округ       |
| деревня                | Бузаево               | 120               | 46 241 861 012 | Успенский сельский округ       |
| посёлок                | Горки-10              | 6459              | 46 241 861 003 | Успенский сельский округ       |
| посёлок                | Дома отдыха Успенское | 4                 | 46 241 861 006 | Успенский сельский округ       |
| деревня                | Дубцы                 | 117               | 46 241 861 004 | Успенский сельский округ       |
| деревня                | Дунино                | 255               | 46 241 802 006 | Аксиньинский сельский округ    |
| посёлок                | Заречье               | 109               | 46 241 861 005 | Успенский сельский округ       |
| село                   | Иславское             | 328               | 46 241 802 002 | Аксиньинский сельский округ    |
| посёлок                | Конезавода            | 1445              | 46 241 861 009 | Успенский сельский округ       |
| деревня                | Маслово               | 72                | 46 241 861 007 | Успенский сельский округ       |
| посёлок                | Николина Гора         | 509               | 46 241 861 008 | Успенский сельский округ       |
| посёлок                | Сосны                 | 1501              | 46 241 861 010 | Успенский сельский округ       |
| село                   | Уборы                 | 195               | 46 241 861 011 | Успенский сельский округ       |
| село                   | Успенское             | 449               | 46 241 861 001 | Успенский сельский округ       |